# Kanton Kapellen
Kanton Kapellen is een kanton in de provincie Antwerpen en het gelijknamige arrondissement. Het is de bestuurslaag boven die van de desbetreffende gemeenten, tevens is het een gerechtelijk niveau waarbinnen één vredegerecht georganiseerd wordt dat bevoegd is voor de deelnemende gemeenten. Beide types kanton beslaan niet noodzakelijk hetzelfde territorium.

## Gerechtelijk kanton Kapellen
Het gerechtelijk kanton Kapellen is gelegen in het gerechtelijk arrondissement Antwerpen en organiseert een vredegerecht voor de gemeenten Essen, Kalmthout, Kapellen, Stabroek en Wuustwezel en de Antwerpse districten Berendrecht-Zandvliet-Lillo en Ekeren. Het is gevestigd in de Denneburgdreef 8 te Kapellen.
De vrederechter is bevoegd bij gezinsconflicten, onderhoudsgeschillen, voogdij, voorlopige bewindvoering, mede-eigendommen, appartementseigendom, burenhinder ...
| Gebied           | Europese Unie    | België           | België           | België           | België           | Antwerpen      | Antwerpen      | Antwerpen                   | Antwerpen                   | Kapellen                        |                                 |                                 |                                 |
| Sociaal recht    | Hof van Justitie | Hof van Cassatie | Hof van Cassatie | Hof van Cassatie | Hof van Cassatie | Arbeidshof     | Arbeidshof     | Arbeidsrechtbank            | Arbeidsrechtbank            | Arbeidsrechtbank                | Arbeidsrechtbank                | Arbeidsrechtbank                |                                 |
| Handelsrecht     | Hof van Justitie | Hof van Cassatie | Hof van Cassatie | Hof van Cassatie | Hof van Cassatie | Hof van Beroep | Hof van Beroep | Rechtbank van Koophandel    | Rechtbank van Koophandel    | Vredegerecht                    | Vredegerecht                    | Vredegerecht                    |                                 |
| Burgerlijk recht | Hof van Justitie | Hof van Cassatie | Hof van Cassatie | Hof van Cassatie | Hof van Cassatie | Hof van Beroep | Hof van Beroep | Rechtbank van eerste aanleg | Rechtbank van eerste aanleg | Vredegerecht / Politierechtbank | Vredegerecht / Politierechtbank | Vredegerecht / Politierechtbank | Vredegerecht / Politierechtbank |
| Strafrecht       | Hof van Justitie | Hof van Cassatie | Hof van Cassatie | Hof van Cassatie | Hof van Cassatie | Hof van Beroep | Assisenhof     | Rechtbank van eerste aanleg | Rechtbank van eerste aanleg | Vredegerecht / Politierechtbank | Vredegerecht / Politierechtbank | Vredegerecht / Politierechtbank | Vredegerecht / Politierechtbank |

## Kieskanton Kapellen
Het kieskanton Kapellen ligt in het provinciedistrict Kapellen, het kiesarrondissement Antwerpen en ten slotte de kieskring Antwerpen. Het beslaat de gemeenten Kapellen, Brasschaat, Schoten & Stabroek en bestaat uit 88 stembureaus.

### Structuur
| Kapellen         | Kapellen         | Supranationaal         | Nationaal                         | Nationaal           | Gemeenschap         | Gewest              | Provincie           | Arrondissement  | Provinciedistrict | Kanton          | Gemeente                                 | District         |
| ---------------- | ---------------- | ---------------------- | --------------------------------- | ------------------- | ------------------- | ------------------- | ------------------- | --------------- | ----------------- | --------------- | ---------------------------------------- | ---------------- |
| Administratief   | Niveau           | Europese Unie          | België                            | België              | Vlaanderen          | Vlaanderen          | Antwerpen           | Antwerpen       | Antwerpen         | Antwerpen       | Kapellen, Brasschaat, Schoten & Stabroek | -                |
| Administratief   | Bestuur          | Europese Commissie     | Belgische regering                | Belgische regering  | Vlaamse regering    | Vlaamse regering    | Deputatie           | Deputatie       | Deputatie         | Deputatie       | Gemeentebestuur                          | Districtscollege |
| Administratief   | Raad             | Europees Parlement     | Kamer van volksvertegenwoordigers | Vlaams Parlement    | Vlaams Parlement    | Vlaams Parlement    | Provincieraad       | Provincieraad   | Provincieraad     | Provincieraad   | Gemeenteraad                             | Districtsraad    |
| Kiesomschrijving | Kiesomschrijving | Nederlands Kiescollege | Kieskring Antwerpen               | Kieskring Antwerpen | Kieskring Antwerpen | Kieskring Antwerpen | Kieskring Antwerpen | Antwerpen       | Kapellen          | Kapellen        | Kapellen, Brasschaat, Schoten & Stabroek | -                |
| Verkiezing       | Verkiezing       | Europese               | Federale                          | Federale            | Vlaamse             | Vlaamse             | Provincieraads-     | Provincieraads- | Provincieraads-   | Provincieraads- | Gemeenteraads-                           | Districtsraads-  |

### Uitslagen VerkiezingVlaams Parlement
In 1999 waren er 82.824 stemgerechtigden, in 2004 84.392 en in 2009 nam dit aantal toe tot 85.957. Hiervan brachten respectievelijk 74.371 (1999), 76.748 (2004) en 77.696 (2009) een stem uit.
| Partij                    | 1999   | 2004   | 2009   |
| ------------------------- | ------ | ------ | ------ |
| sp.a-SPIRIT               | x      | 16,02% | x      |
| SP/sp.a                   | 9,76%  | x      | 10,96% |
| SLP                       | x      | x      | 1,11%  |
| VU-iD21                   | 9,54%  | x      | x      |
| CD&V-N-VA                 | x      | 19,75% | x      |
| CVP/CD&V                  | 14,52% | x      | 16,46% |
| N-VA                      | x      | x      | 19,05% |
| VLD-VIVANT                | x      | 20,59% | x      |
| VLD/Open Vld              | 23,43% | x      | 17,73% |
| Vivant                    | 2,35%  | x      | x      |
| Agalev/Groen!             | 13,94% | 7,76%  | 5,70%  |
| Vlaams Blok/Vlaams Belang | 24,13% | 34,34% | 22,46% |
| LDD                       | x      | x      | 4,43%  |
| PVDA                      | 0,86%  | 0,63%  | 1,22%  |
| Andere Partijen           | 1,45%  | 0,92%  | 0,89%  |
| Blanco of Ongeldig        | 3,92%  | 3,98%  | 3,83%  |

### Uitslagen VerkiezingEuropees Parlement
In 1999 waren er 82.889 stemgerechtigden, in 2004 84.689 stemgerechtigden en in 2009 nam dit aantal verder toe tot 86.362. Hiervan brachten respectievelijk 74.427 (1999), 77.015 (2004) en 78063 (2009) een stem uit.
| Partij                    | 1999   | 2004   | 2009   |
| ------------------------- | ------ | ------ | ------ |
| sp.a-SPIRIT               | x      | 15,26% | x      |
| SP/sp.a                   | 9,72%  | x      | 10,29% |
| SLP                       | x      | x      | 0,71%  |
| VU/iD21                   | 11,25% | x      | x      |
| CD&V-N-VA                 | x      | 22,27% | x      |
| CVP/CD&V                  | 15,24% | x      | 17,15% |
| N-VA                      | x      | x      | 12,48% |
| VLD-VIVANT                | x      | 22,17% | x      |
| Open Vld                  | 23,94% | x      | 22,50% |
| Vivant                    | 2,47%  | x      | x      |
| Agalev/Groen!             | 14,70% | 8,51%  | 7,65%  |
| Vlaams Blok/Vlaams Belang | 21,36% | 30,84% | 23,07% |
| LDD                       | x      | x      | 4,63%  |
| PVDA                      | 0,72%  | 0,69%  | 1,14%  |
| Andere Partijen           | 0,60%  | 0,26%  | 0,36%  |
| Blanco of Ongeldig        | 3,70%  | 3,52%  | 3,52%  |